# The Love Hypothesis
The Love Hypothesis – powieść romantyczna Ali Hazelwood. Choć autorka jest Włoszką, książka została napisana w języku angielskim i pierwotnie wydana w USA. To debiut pisarski, opublikowany 14 września 2021 przez Berkley Books. Polskie tłumaczenie ukazało się w 2022 nakładem You&Ya, imprintu wydawnictwa Muza, w tłumaczeniu Filipa Sporczyka. Książka stała się bestsellerem dziennika „The New York Times” a prawa do ekranizacji książki zostały sprzedane do Bisous Pictures. Historia opowiada o Olivii, młodej doktorantce, która wchodzi w układ ze współpracownikiem Adamem: mają udawać parę.

## Fabuła
Olivie przybyła na Uniwersytet Stamforda, próbując ubiegać się o doktorat w kolejnym roku. Gdy zaczynają łzawić jej oczy, udaje się do łazienki, myśląc, że to ogólnodostępna toaleta. Okazuje się, że pomieszczenie przylega do laboratorium i wkrótce wchodzi do niego młody mężczyzna, którego Olivie bierze za studenta. W trakcie krótkiej wymiany zdań nieznajomy daje jej radę co do tego, jak powinna zaprezentować się w trakcie komisji.
Trzy lata później Olivie pracuje już jako doktorantka, pracując nad wcześniejszym wykrywaniem raka trzustki. Pewnego wieczoru okłamała swoją najlepszą przyjaciółkę, Anh, że wychodzi na randkę, aby ta nie wahała się umówić z jej byłym chłopakiem. Gdy przemierza korytarz uczelni, wpada na nią i dlatego całuje pierwszego napotkanego mężczyznę, by jej kłamstwo się nie wydało. Tą osobą okazuje się Adam Carlesen, młody doktor pracujący na tym samym wydziale co Olive, słynący ze swoich restrykcyjnych metod prowadzenia zajęć. Następnego dnia dziewczyna oczekuje nagany, jednak zamiast tego mężczyzna proponuje jej układ. Będą udawali związek ku obopólnej korzyści. Dzięki temu Anh uwierzy w to, że Olive nie jest już zainteresowana swoim byłym chłopakiem, a władze uczelni uwierzą, że Adam nie chce przenosić się na inny uniwersytet i uwolnią jego zamrożone fundusze.

## Powstanie książki
Książka została napisana po tym, jak agent wydawnictwa zgłosił się do autorki w związku z jej fanfiction o Gwiezdnych Wojnach. Bohaterzy powieści są luźno wzorowani na bohaterach filmów: Kylo Renie oraz Rey.

## Odbiór
Powieść jest bestsellerem dziennika „The New York Times”. W 2021 książka wzięła udział w Goodreads Choice Awards, zajmując drugie miejsce w kategorii romans, przegrywając zaledwie 683 głosami na w sumie ponad 400 tysięcy. 
Książka była nominowana do książki roku 2022 portalu Lubimy Czytać w kategorii romans, ostatecznie zajmując 4. miejsce z 2133 głosami.